# آذرآناهید
آذرآناهید (به پارسی میانه: 𐭠𐭲𐭲𐭲𐭲 𐭦𐭩 𐭲𐭲𐭲𐭲𐭩𐭲، آوانگاری: Ādur-Anāhīd) که به نام‌های آذرناهید و آذرآناهیتا نیز شناخته می‌شود، یک زن نجیب‌زادهٔ ایرانی سده سومی از خاندان سلطنتی ساسانی بود که عنوان ملکه (بانبشنان بانبشن) را به دست آورد. او دختر دومین شاهنشاه ایران ساسانی، شاپور یکم (حکومت از ۲۴۰ تا ۲۷۰ میلادی)، بود.
از آذرآناهید در سنگ‌نوشتهٔ کعبه زرتشت و روایت‌های کتبی و شفاهی بسیاری یاد شده‌است. پوران فرخزاد بر این باور است که شاپور شهر بیشاپور را به نام و پاس‌داشت او برپا کرده‌است. منابع اندکی دربارهٔ جزئیات زندگی او سخن گفته‌اند و از زمان و مکان تولد و مرگ او اطلاعات چندانی در دست نیست.

## نام
نام آذرآناهید به احتمال زیاد ترکیبی از آذر («آتش») و نام ایزد ایرانی، آناهید (آناهیتا)، است. در گذشته تصور می‌شد که این نام به معنی «آتشِ آناهیتا» باشد، اما امروزه پذیرفته شده که معنی آن «آتش و آناهیتا» است. کریستنسن بر این باور است که «نام این ملکه بستگی نزدیک و تعلق خاندان ساسانی را به معبد آناهیتای استخر به خاطر می‌آورد.»

## خانواده

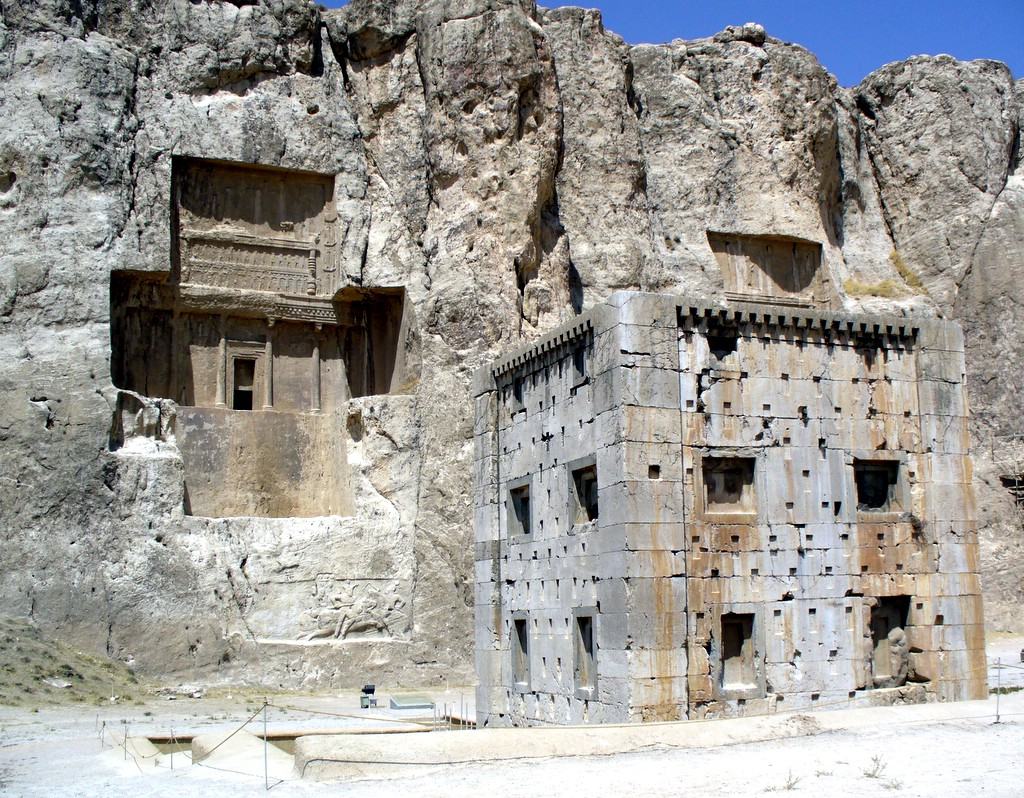
کعبه زرتشت، جایی که سنگ‌نوشتهٔ شاپور یکم حک شده‌است.

آذرآناهید دختر دومین شاهنشاه ساسانی ایران، شاپور یکم (حکومت از ۲۴۰ تا ۲۷۰ میلادی) بود. از او دو بار در سنگ‌نوشتهٔ شاپور یکم بر دیواره کعبه زرتشت در نقش رستم در نزدیکی تخت جمشید در جنوب ایران یاد شده که به دستور شاپور در حدود سال ۲۶۲ ایجاد شده‌است. از او در این سنگ‌نوشته با عنوان آذرآناهید، ملکه (بانبشنان بانبشن)، دختر ما (به پارسی میانه: Ādur-Anāhīd bāmbišnan bāmbišn Iamā duxt) یاد شده‌است.
شاپور یکم در نخستین بند از سنگ‌نوشتهٔ خود ادعا می‌کند که دستور به‌پاسازی آتشکده‌هایی را به نام دخترش آذرآناهید و سه تن از پسرانش، هرمز، شاپور و نرسه، داده‌است. آتشی که برای آذرآناهید به پا شد، هوسرا آذرآناهید نامیده شد. شاپور در دومین بند از سنگ‌نوشتهٔ خود ادعا می‌کند که قربانی‌هایی را به نام آذرآناهید، در کنار سایر شاهزادگان و اعضای بلندمرتبه دربار، اهدا کرده‌است.

## رابطه با شاپور یکم
عنوان ملکه باعث شده تا برخی از پژوهشگران از جمله والتر هینتس، ایران‌شناس آلمانی، آذرآناهید را همسر پدرش شاپور یکم و این را نشان‌دهنده آیین زرتشتی خویدوده‎ یا ازدواج با خویشاوندان بدانند؛ گرچه سایر پژوهشگران با این فرضیه مخالفت می‌کنند و در این زمینه استنباط کرده‌اند که عنوان اعضای خانواده سلطنتی بیشتر از وابستگی خانوادگی، رتبه اجتماعی آن‌ها را نشان می‌دهد.
از عنوان «ملکه» توسط تمام زنان خانواده سلطنتی ساسانیان، از جمله دختران و خواهران پادشاه و همسران شاهزادگان ساسانی، استفاده می‌شد. بنابراین عنوان آذرآناهید وضعیت وی را به عنوان بلندمرتبه‌ترین زن در دربار نشان می‌دهد. هیچ اشاره‌ای مبنی بر انجام آیین خویدوده‎ (ازدواج با خویشاوندان) توسط آذرآناهید و پدرش وجود ندارد. مطابق گفته‌های ماریا بروسیوس، تاریخ‌نگار امروزی، «با تجزیه و تحلیل مدارک نوشتاری مربوط به دوره ساسانیان نمی‌توان ازدواج پادشاهان ساسانی را با محارم خود نتیجه‌گیری کرد.»

## واژه‌نامه
1. ↑  Maria Brosius